# Luftangriff auf Le Noirmont
Beim Luftangriff auf Le Noirmont am 29. Oktober 1944 flogen zwei US-amerikanische P-47-Jagdbomber einen Angriff auf das Bahnhofsquartier von Le Noirmont in der neutralen Schweiz. Sie zerstörten eine Dampflokomotive sowie zwei Bauernhäuser und verletzten zwei Menschen. Der Grund für den Angriff ist nicht bekannt.

## Hintergrund
Die Schweiz war im Zweiten Weltkrieg neutral. Dennoch kam es im Rahmen des intensiven Luftkampfs über Mitteleuropa wiederholt zu Grenzverletzungen und Bombardierungen von Schweizer Zielen, anfangs durch die deutsche und gegen Ende des Krieges vor allem durch die alliierte Luftwaffe.
Im Oktober 1944 betrieb die US-Luftwaffe im französischen Maîche, ca. 13 km westlich des schweizerischen Le Noirmont, einen Feldflugplatz, von dem aus sie mit P-47-Jagdbombern Einsätze nach Nordosten gegen die deutschen Truppen flog, die sich in die Richtung der Schweizer Grenze zurückzogen. Um das Risiko irrtümlicher Angriffe zu reduzieren, waren die Dächer der Schweizer Häuser in Grenznähe, so auch in Le Noirmont, mit grossen Schweizerkreuzen gekennzeichnet.

## Angriff
Am Sonntag, 29. Oktober 1944, meldeten schweizerische Beobachtungsposten, dass sieben oder acht P-47 die Schweizer Grenze bei Sommêtres überflogen und sich in zwei Doppelpatrouillen aufgeteilt hatten. Zwei dieser Flugzeuge griffen um ca. 9:30 Uhr morgens Le Noirmont von Nordosten her an.
Der erste Jagdbomber überflog den Südrand des Dorfes in einer geraden Linie und beschoss eine gerade in den Bahnhof einfahrende Schmalspurdampflokomotive, die einen im Bahnhof stehenden Güterwagen abholen sollte. Die 12,7-mm-Maschinengewehrgeschosse durchsiebten die Lok, welche in den Güterwagen prallte, verletzten aber die drei Besatzungsmitglieder nicht. Das zweite Flugzeug überflog den Bahnhof auch von Nordosten her und warf drei Brandbomben ab, die zwei Bauernhäuser neben dem Bahnhof trafen. Es beschoss auch das vor dem Bahnhof stehende Rollmaterial, wobei der Stationsvorstand und sein Lehrling, die unter den Wagen Schutz gesucht hatten, an Füssen und Beinen schwer verletzt wurden.
Die in Le Noirmont stationierte Dragonerschwadron 24 der Schweizer Armee unterstützte die Dorfbevölkerung bei den Lösch- und Rettungsarbeiten. In einem der brennenden Häuser war der ganze Munitionsvorrat der Schwadron gelagert, welcher bis auf 100 Schuss (die schliesslich explodierten) rechtzeitig geborgen werden konnte. Die beiden getroffenen Häuser brannten bis auf die Grundmauern nieder. Personen kamen dabei keine zu Schaden, da sich zum Zeitpunkt des Angriffs fast die ganze Bevölkerung beim Gottesdienst in der Kirche aufgehalten hatte.

## Folgen
Der Grund des Angriffs und die Identität sowie Mission der Angreifer konnte nie klar in Erfahrung gebracht werden. Die Bevölkerung von Le Noirmont nahm an, es handle sich um eine Warnung der Alliierten wegen der Munitionsgeschäfte der Firma Dixi im nahen Le Locle, gegen deren Lieferungen an Deutschland die USA mehrmals bei der Schweizer Regierung protestiert hatten. Jacques Maurer vermutet, dass die Piloten im Rahmen der Operation „Rhubarb“ den Befehl hatten, nach Gutdünken feindliche Ziele zu bekämpfen.
Als Folge des Angriffs versuchte die Schweizer Armee, ihre spärlichen Luftabwehrmittel verstärkt einzusetzen, und der Armeestab ordnete an, dass alle Truppen auf ausländische Flugzeuge das Feuer zu eröffnen hätten. Die US-Regierung ersetzte den Sachschaden im Umfang von rund 460'000 Franken einige Jahre nach dem Krieg.